# Sjoera Dikkers
Sjoera Dikkers (Deventer, 14 de julio de 1969) es una política neerlandesa  ocupó un escaño en el Segunda Cámara de los Estados Generales para el período legislativo 2012-2017 por el Partido del Trabajo (Partij van de Arbeid).
Tras finalizar la educación secundaria en 1985, Dikkers estudió Marketing en la Universidad Larenstein entre 1990 y 1995, para luego optar a una maestría en Gestión estratégica en la Universidad de Utrecht (2004-2006). Por otro lado, trabajó en varias organizaciones no gubernamentales vinculadas al ámbito del desarrollo, la infancia y los derechos de la mujer. Entre los años 2000 y 2005 fue directora de la Fundación Evert Vermeer.